# Inštitut za zgodovino Cerkve Teološke fakultete v Ljubljani
Inštitut za zgodovino Cerkve je znanstveno-raziskovalni inštitut, ki deluje v okviru Teološke fakultete Univerze v Ljubljani.
Predstojnik inštituta je bil zasl. prof. dr. Metod Benedik. Inštitut izdaja letno publikacijo Acta ecclesiastica Sloveniae, v kateri so objavljeni zgodovinski viri in razprave, ki zadevajo zgoodvino Cerkve na Slovenskem.